# Groupe d'experts intergouvernemental sur l'évolution du climat
Le Groupe d'experts intergouvernemental sur l’évolution du climat ou GIEC (en anglais Intergovernmental panel on climate change ou IPCC) est un organisme intergouvernemental chargé d'évaluer l'ampleur, les causes et les conséquences du changement climatique en cours.
Créé en 1988 sous l'égide de l'Organisation météorologique mondiale (OMM) et du Programme des Nations unies pour l'environnement (PNUE) à la suite d'une initiative politique internationale, le GIEC est ouvert à tous les pays membres de l'Organisation des Nations unies. Il regroupe 195 États.
Les évaluations du GIEC sont fondées sur les publications scientifiques et techniques, dont les auteurs du GIEC opèrent une synthèse critique. Elles sont publiées sous la forme de rapports synthétiques ou portant sur un aspect particulier du changement climatique, au sein de cycles d'évaluation d'une durée approximative de sept ans. Le rapport d'évaluation le plus récent a été publié en 2023.
Rédigés par des centaines de scientifiques des États membres, les travaux du GIEC aboutissent également à des résumés à l'intention des décideurs, relus phrase par phrase et formellement validés à l'unanimité par les délégués des États, avec l'assentiment des auteurs scientifiques.

## Historique

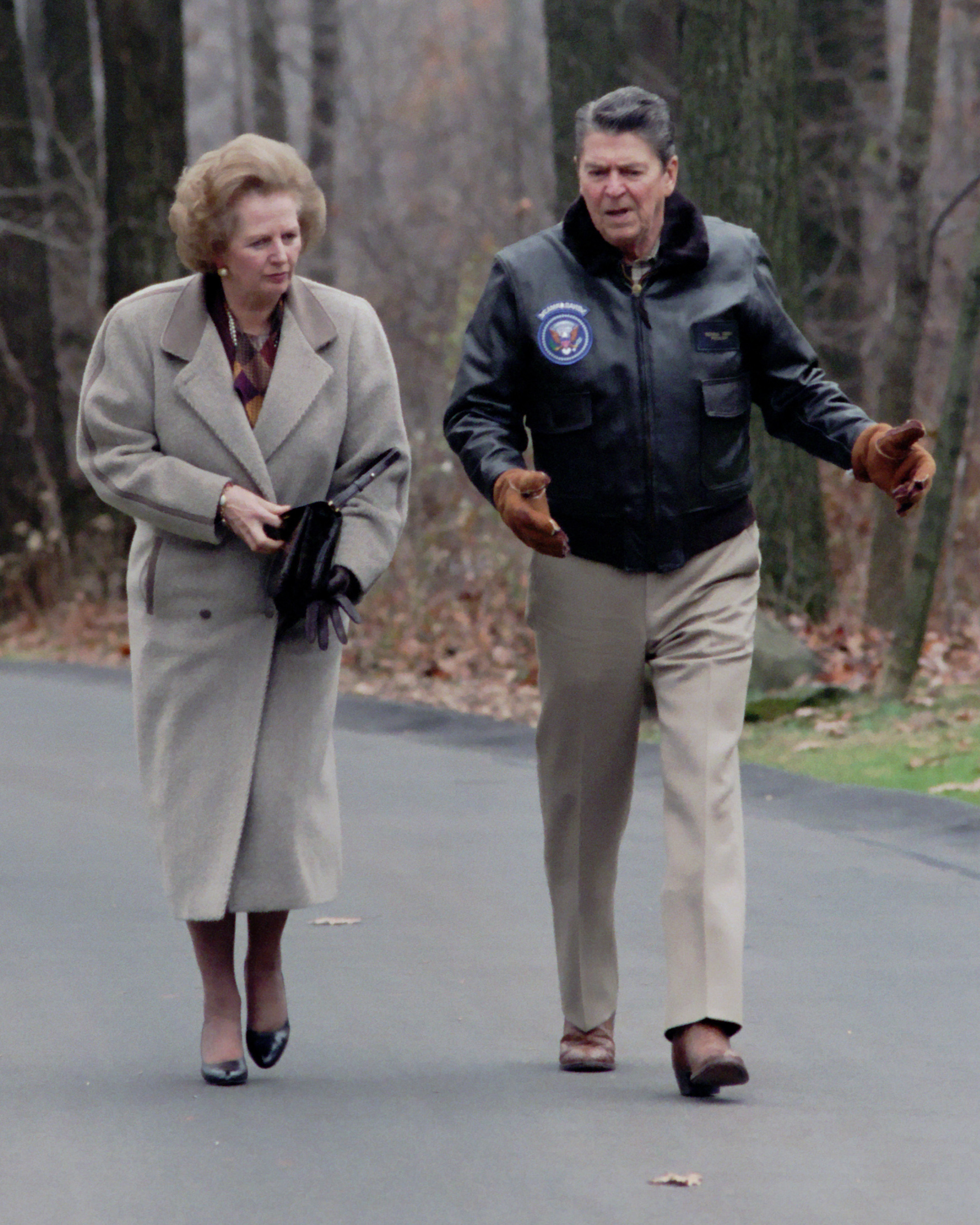
Le GIEC est une organisation autonome hybride, constituée de scientifiques et de représentants des États. La présence de ces derniers a été voulue par le G7 sous la pression du président américain Ronald Reagan et de la Première ministre britannique Margaret Thatcher qui souhaitaient un contrôle des gouvernements sur les rapports scientifiques.

### Création
Les recherches scientifiques sur le climat, notamment la question de l'influence des activités humaines sur celui-ci, se développent fortement au cours des XIXe et XXe siècles, même si des travaux ont été menés auparavant. Initialement, l'influence de l'humain sur le climat est jugée minime, les phénomènes naturels étant considérés comme bien plus importants que l'impact de l'action humaine. Dès la fin du XIXe siècle, cependant, le scientifique Svante August Arrhenius « établit une relation possible entre la concentration de dioxyde de carbone (CO2) dans l’atmosphère et la température de la planète », selon Serge Planton. Le XXe siècle voit les recherches et les idées évoluer et, à la fin de la décennie 1980, l'idée que l'activité humaine affecte le climat commence à être considérée comme une hypothèse sérieuse.
Le GIEC est créé en novembre 1988, à la demande du G7 (groupe composé de l'Allemagne, du Canada, des États-Unis, de la France, du Japon, de l'Italie et du Royaume-Uni), par l’Organisation météorologique mondiale (OMM) et sous le patronage du Programme des Nations unies pour l'environnement (PNUE),,,,.
Le GIEC est une organisation intergouvernementale autonome, constituée d'une part de scientifiques apportant leur expertise et d'autre part de représentants des États participants. Cette structure hybride a été voulue par le G7 sous la pression de Ronald Reagan et Margaret Thatcher, leur crainte étant de voir l'expertise climatique relever d'une agence de l’Organisation des Nations unies (ONU) constituée uniquement de scientifiques soupçonnés de militantisme écologique. La création du GIEC a été validée par un vote de l'Assemblée générale des Nations unies.
D'après Nigel Lawson, secrétaire à l’Énergie puis chancelier de l'Échiquier dans le gouvernement de Margaret Thatcher, sa motivation était plus complexe que celle de Reagan. Outre son envie de laisser la science aux mains des scientifiques, elle avait été sensibilisée par le diplomate et spécialiste de l'environnement Crispin Tickell, l'un de ses conseillers au Foreign Office. Il est également souvent mentionné sa motivation de contrer les syndicats britanniques des mineurs de charbon tout en soutenant le nucléaire en tant que source d'énergie propre pour remplacer le charbon,.
Le météorologiste suédois Bert Bolin a joué un rôle important lors de la création de l'organisme et l'a dirigé de 1988 à 1997. Les autres membres fondateurs sont le Canadien Maurice Strong et le Britannique John T. Houghton. Les experts scientifiques contribuants sont issus de différents domaines, tels que les sciences de la nature, les sciences politiques ou l'économie.

### Historique de l'activité
Le GIEC a émis plusieurs rapports d'évaluation, dont le premier en 1990 (trois rapports supplémentaires ont paru en 1992), puis le deuxième, publié en 1995 et qui a fourni aux négociateurs d’importants documents avant l’adoption du protocole de Kyoto en 1997. Le troisième rapport d’évaluation a été publié en 2001, le quatrième en 2007, le cinquième en 2013-2014 et le sixième en 2021-2023. Plusieurs rapports supplémentaires et autres documents relatifs à des sujets particuliers ou de la méthodologie ont été publiés au fil des ans.
Entre 2010 et 2012, le GIEC réalise un examen de ses processus et procédures.
À la suite des menaces de baisse de financement de la part du président des États-Unis d'Amérique élu en 2016, Donald Trump, le gouvernement français a annoncé, en mars 2018, augmenter sa contribution au GIEC d'un million d'euros par an jusqu'à l'année 2022, ce qui porte son soutien à hauteur de 15 % des contributions des États. D'autres États (dont le Japon, le Luxembourg, le Maroc, Mexique et la Norvège) et l'Union européenne envisagent aussi d'augmenter leurs contributions.

### Récompense
En 2007, le prix Nobel de la paix a été conjointement attribué au GIEC et à l'ancien vice-président des États-Unis d'Amérique Al Gore,, l'année qui suivit la diffusion du film An Inconvenient Truth, documentaire présentant les effets dramatiques du réchauffement climatique sur la planète.

## Objectifs
Le GIEC a pour mission d'évaluer et de synthétiser l'état des connaissances scientifiques, techniques et socio-économiques disponibles, de façon neutre et objective, en rapport avec la question du réchauffement climatique,. L'organisme travaille à rendre compte des différents points de vue et des incertitudes, tout en dégageant clairement les éléments qui relèvent d'un consensus de la communauté scientifique. Il a donc pour mission d'« établir régulièrement une expertise collective scientifique sur le changement climatique »,. Les apports de ces documents sont utilisés par les décideurs politiques et en tant qu'outil d'information pour la société civile,.

« [Il] a pour mission d’évaluer, sans parti pris et de façon méthodique, claire et objective, les informations d’ordre scientifique, technique et socio-économique qui nous sont nécessaires pour mieux comprendre les risques liés au réchauffement climatique d’origine humaine, cerner plus précisément les conséquences possibles de ce changement et envisager d’éventuelles stratégies d’adaptation et d’atténuation. »

« Il n’a pas pour mandat d’entreprendre des travaux de recherche ni de suivre l’évolution des variables climatologiques ou d’autres paramètres pertinents. »

Le GIEC n'est donc pas un organisme de recherche, mais un lieu d'expertise visant à synthétiser des travaux menés dans les laboratoires du monde entier,,,, en fonction d'un problème précis, pour lequel les États, membres de l'ONU, l'ont mandaté.
Selon Valérie Masson-Delmotte, chercheuse française en paléoclimatologie au Commissariat à l'énergie atomique et aux énergies alternatives (CEA) et co-présidente du groupe de travail no 1 du sixième cycle d'évaluation du GIEC : « le Giec ne fait pas ses propres projections, il évalue celles publiées par la communauté scientifique ».

## Organisation

### Cycles d'évaluation
Le travail du GIEC est organisé en cycles qui durent chacun plusieurs années. Chaque cycle permet l'élaboration d'un rapport d'évaluation et de rapports spéciaux concernant un thème particulier, à partir des connaissances scientifiques. Le bureau à la tête du GIEC est renouvelé après chaque cycle d'évaluation.

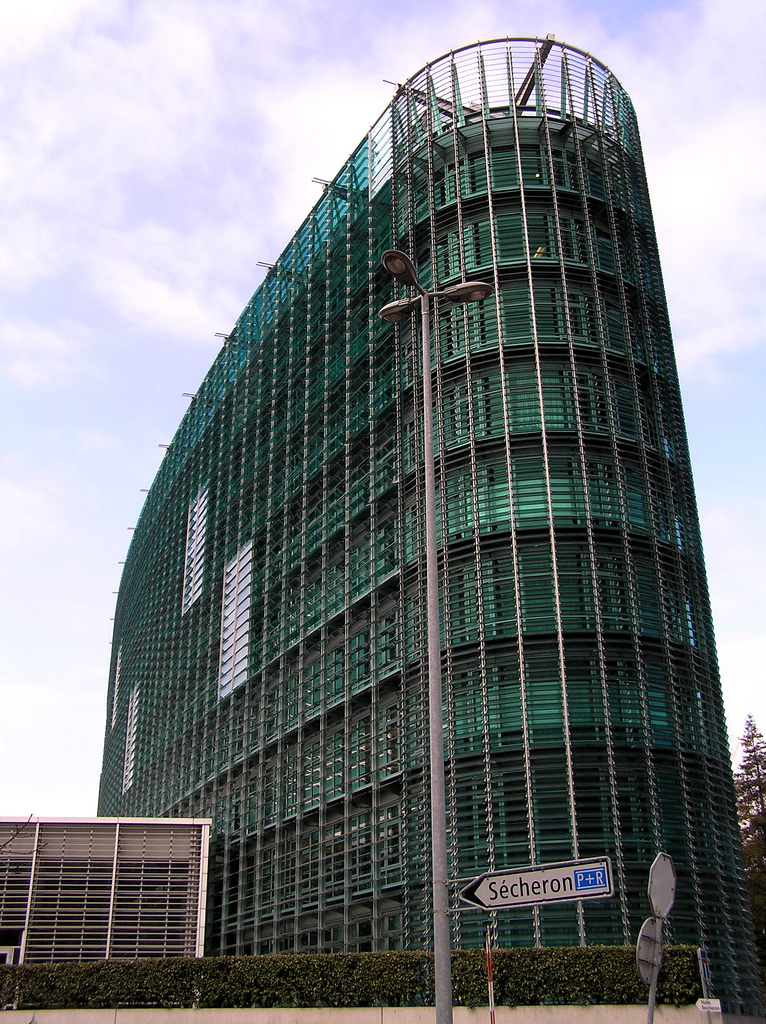
Le secrétariat du GIEC se situe au sein du bâtiment de l'organisation météorologique mondiale à Genève, en Suisse, lieu où s'est déroulée la première session de séance plénière du GIEC.

### Séances plénières de l'assemblée générale
L'assemblée générale se réunit en sessions de séances plénières avec comme membres les représentants des gouvernements de tous les pays adhérents à l'Organisation des Nations unies (ONU), chaque membre comptant pour une voix.
En 2021, le GIEC compte 195 membres, pays qui se réunissent généralement une fois par an. Des centaines de fonctionnaires et d'experts de différents ministères et d'instituts de recherche compétents des pays membres ainsi que des organisations observatrices assistent à ces sessions. En 2021, le GIEC compte aussi 181 organisations observatrices.
Les décisions majeures sont prises par le groupe lors de la session plénière, telles que :
- l'élection du président, des membres du bureau du GIEC et du bureau du groupe de travail ;
- la structure et le mandat des groupes de travail ;
- les principes et les procédures du groupe ;
- le plan de travail du groupe ;
- le budget et l'organisation budgétaire du groupe ;
- la portée et les grandes lignes des rapports émis par le groupe, ainsi que l'approbation, l'adoption et l'acceptation des rapports.

### Direction
Le secrétariat du GIEC est situé dans les locaux de l'Organisation météorologique mondiale (OMM), situés à Genève, en Suisse.

#### Présidence
L’assemblée plénière du GIEC, qui comprend l'ensemble des représentants des gouvernements des nations constituant l'ONU, choisit le président du groupe.

##### Liste des présidents depuis la création du GIEC
| Portrait                        | Identité                              | Période         | Période         | Durée                     |
| Portrait                        | Identité                              | Début           | Fin             | Durée                     |
| ------------------------------- | ------------------------------------- | --------------- | --------------- | ------------------------- |
| Bert Bolin                      | Bert Bolin (1925 - 2007)              | 1988            | 1997            | 9 ans                     |
| Robert Watson, 23 juillet 2010. | Robert Watson (né en 1948)            | 1997            | 2002            | 5 ans                     |
| Rajendra Kumar Pachauri         | Rajendra Kumar Pachauri (1940 - 2020) | 2002            | 24 février 2015 | 13 ans                    |
| Ismail El Gizouli               | Ismail El Gizouli (né au XXe siècle)  | février 2015    | octobre 2015    | 8 mois                    |
| Hoesung Lee                     | Hoesung Lee (né en 1945)              | 6 octobre 2015  | 28 juillet 2023 | 7 ans, 9 mois et 22 jours |
| James Skea, 2022.               | James Skea (né en 1953)               | 28 juillet 2023 |                 |                           |

##### Élection du président en 2015
En octobre 2015, Hoesung Lee, enseignant d’économie du changement climatique à l’École supérieure de l’énergie et de l’environnement de l'université de Corée et ancien vice-président a été élu par 78 voix, contre 56 qui ont choisi le docteur en sciences physiques belge Jean-Pascal van Ypersele de Strihou. Jean-Pascal van Ypersele de Strihou a ensuite démissionné de tous ses postes à responsabilité au GIEC, mais il a immédiatement déclaré être prêt à continuer de servir la communauté internationale, d'une autre manière.
Six candidats étaient en lice pour occuper cette fonction.
Les trois vice-présidents élus le même jour sont Youba Sokona (Mali), Ko Barrett (États-Unis) et Thelma Krug (Brésil).

##### Bureau
Les membres du bureau du GIEC sont généralement élus par l'assemblée plénière pour la durée de l’établissement d’un rapport d’évaluation, soit environ cinq à six ans. Le processus d'élection du bureau a, par exemple, eu lieu en 2002 puis en 2008.
Le bureau se compose du président du GIEC, des coprésidents des trois groupes de travail et du bureau de l’équipe spéciale pour les inventaires nationaux de gaz à effet de serre, des vice-présidents du GIEC ainsi que les coprésidents des groupes de travail. En 2015, le bureau du GIEC se composait d'une trentaine de membres,. Ses membres sont donc de différents pays et les scientifiques sont issus de différentes disciplines.

### Groupes de travail
Le GIEC est organisé en trois groupes de travail,,, :
- le groupe no 1 étudie les aspects physiques du changement climatique[31]. Il est coprésidé par Robert Vautard (France) et Xiaoye Zhang (Chine)[32] ;
- le groupe no 2 évalue les conséquences du changement climatique sur les systèmes humains et naturels, la vulnérabilité et les possibilités d'adaptation, pour les systèmes socio-économiques comme pour les systèmes naturels[33]. Il est coprésidé par Bart van den Hurk (Pays-Bas) et Winston Chow (Singapour)[32] ;
- le groupe no 3 étudie l'atténuation du changement climatique (comment atténuer l'ampleur du changement climatique en limitant les émissions de gaz à effet de serre)[34]. Il est coprésidé par Katherine Calvin (États-Unis) et Joy Jacqueline Pereira (Malaisie)[32].

S'y ajoute une équipe spéciale pour les inventaires nationaux de gaz à effet de serre, qui a produit des guides pour ces inventaires,. Un rapport spécial, d'une équipe dédiée, a été publié sur les scénarios d'émission de gaz à effets de serre,, qui a été la base de certaines simulations dans les travaux des groupes de travail.
Chaque groupe de travail (et l'équipe spéciale) a deux coprésidents, l'un représentant les pays développés, l'autre les pays en voie de développement. Ces groupes ont chacun l'appui d'une équipe scientifique, technique et opérationnelle. Pour le sixième rapport d'évaluation du GIEC, les coprésidents du groupe de travail I sont Valérie Masson-Delmotte (France) et Panmao Zhai (Chine), ceux du groupe de travail II sont Hans-Otto Pörtner (Allemagne) et Debra Roberts (Afrique du Sud), ceux du groupe de travail III sont Jim Skea (Royaume-Uni) et Priyadarshi R. Shukla (Inde) ; les coprésidents de la Task Force on National Greenhouse Inventories sont Kiyoto Tanabe (Japon) et Eduardo Calvo Buendia (Pérou). Chaque groupe de travail comporte plusieurs vice-présidents.

### Auteurs des rapports
Les rapports sont rédigés bénévolement par des chercheurs et chercheuses proposés par les États membres et nommés par le bureau du GIEC.

#### Responsabilités
Outre les co-présidents de chaque groupe de travail, le GIEC s'appuie sur de nombreux auteurs, aux rôles différenciés, nommés par le bureau du GIEC (voir infra). Chaque chapitre est conçu sous la supervision de plusieurs auteurs coordonnateurs principaux (en anglais, coordinating lead authors, CLA) et est rédigé par dix à vingt auteurs principaux (lead authors, LA). Ils peuvent s'appuyer sur les chapter scientists, qui fournissent un soutien technique (recherches dans la littérature, aide à la conception des figures, etc.). Les éditeurs réviseurs (review editors, RE) doivent quant à eux s'assurer que les auteurs répondent aux commentaires reçus lors des deux phases de relecture des brouillons : la première est uniquement ouverte aux experts et chercheurs externes tandis que la seconde l'est également aux représentants des gouvernements. Enfin, les auteurs principaux peuvent solliciter des personnes extérieures pour bénéficier de leur expertise sur des points précis : ce sont les auteurs contributeurs (contributing authors, CA),,.
Tous interviennent bénévolement,.

#### Nomination
Les points focaux des États membres — la personne physique nommée par chaque État pour assurer la liaison avec le GIEC — ainsi que les organisations observatrices soumettent au bureau du GIEC une liste de personnalités, qu'ils ont librement constituée. Le bureau (plus précisément les co-présidents du groupe de travail concerné, avec l'aide de son unité d'appui technique) se fonde sur ces listes, tout en gardant la possibilité de nommer des personnes qui n'y figurent pas, pour désigner les auteurs (CLA, LA et RE), avant tout en fonction de l'excellence scientifique et de la diversité des points de vue, et dans une moindre mesure en veillant à la diversité géographique, d'expérience au sein du GIEC et de genre. Parmi les auteurs peuvent figurer, outre les chercheurs, des personnalités du secteur privé et des experts d'ONG,,,.

#### Statistiques
Plus de 3 000 auteurs (CLA, LA, RE) ont participé à la rédaction des rapports du GIEC depuis sa création.
Dans les années 2010, le laboratoire des médias de Sciences po Paris, en France, a travaillé sur l'évolution du GIEC au fil des ans ; une partie de ce travail a trait aux scientifiques qui ont contribué aux rapports. Si, en 1990, les auteurs principaux des chapitres des rapports étaient au nombre de 273, ils sont 833 en 2013. Entre ces deux dates, le taux de chercheurs occidentaux est passé d'un peu plus de 80 % du total des scientifiques à 65 %, le taux de chercheurs asiatiques ayant crû. Les groupes de travail ayant la plus grande diversité d'origines géographiques pour les chercheurs sont les groupes de travail II et III. Par ailleurs, peu d'experts contribuent à plusieurs rapports du GIEC et peu d'experts ont contribué à plus d'un groupe de travail, bien que ce soit possible.

## Financement
En 2012, le budget annuel du GIEC est d'environ cinq millions d'euros.
En 2021, le budget annuel du GIEC s'élève à environ six millions d'euros, ; il est financé par les 195 États membres de l'ONU qui y contribuent de « manière indépendante et volontaire ». Cette même année 2021, les pays donnant le plus d'argent sont notamment les États-Unis, le Japon, la France, l'Allemagne et la Norvège. D'autres pays, souvent ceux en développement, donnent une « contribution en nature, en accueillant des réunions du Giec ». En 2022, ce budget est d'un peu moins de huit millions d'euros.
Du fait de cette indépendance, le gouvernement fédéral des États-Unis, dont le financement s'élevait à environ 1,6 million d'euros, a décidé de cesser celui-ci dès l'année 2016, à la suite de l'élection de Donald Trump à la présidence de ce pays, malgré les réticences du Sénat américain, tandis que la France a réévalué en 2018 sa contribution à un million d'euros jusqu'en 2022.
Le budget dévolu au GIEC permet le financement de l'organisation des réunions, le secrétariat, les déplacements des chercheurs de pays en développement et la traduction des rapports. Les scientifiques, bénévoles pour le GIEC, ne sont pas rémunérés par cet organisme, mais les ministères de leurs pays ou leurs organismes de recherche les rémunèrent pour le travail effectué et les déplacements,.
L'unique organe permanent du GIEC est son secrétariat, situé à Genève, en Suisse, et qui comporte en 2021 treize salariés — qui dépendent de l'OMM et du PNUE.

## Rapports
Le GIEC a pour principale activité la production de rapports (rapport d'évaluation, rapports spéciaux), de directives méthodologiques et de documents techniques. Ces documents scientifiques sont utilisés par les gouvernements afin d'« élaborer des politiques dans le domaine du climat » et au cours des négociations internationales des COP pour le climat.
Les rapports d'évaluation se décomposent en plusieurs documents : le rapport, en tant que tel, qui contient trois volumes (un par groupe de travail) de plus d'un millier de pages chacun et un rapport de synthèse de 30 à 50 pages. Chaque volume, ainsi que le rapport de synthèse, fait également l'objet d'un résumé à l'intention des décideurs de quelques dizaines de pages au maximum, rédigé par les auteurs, qui produisent également un résumé technique, plus long que le résumé à l'intention des décideurs mais beaucoup plus court que le rapport.

### Processus d'élaboration
Les rapports spéciaux et rapports d'évaluation suivent le même processus, décrit ci-après. L'élaboration des rapports d'évaluation se fait sur plusieurs années.

#### Choix du plan et des auteurs
L'assemblée plénière du GIEC prend la décision de la préparation du rapport et de ses lignes principales, avec un plan indicatif.
S'agissant des rapports d'évaluation, les auteurs principaux des chapitres sont ensuite sélectionnés par les co-présidents de chaque groupe de travail, avec l'aide de l'unité d'appui technique du groupe de travail, selon le processus décrit plus haut.

#### Rédaction et révision
Le rapport complet est rédigé par les auteurs principaux, qui fournissent un premier brouillon sommaire (zero order draft, ZOD), destiné uniquement à une révision interne. Ils produisent ensuite un premier jet (first order draft, FOD), qui est soumis aux commentaires de la part d'« experts » extérieurs au GIEC (toute personne qualifiée peut commenter). Chaque commentaire doit faire l'objet d'une réponse et l'ensemble est rendu public à terme. Un deuxième jet (second order draft, SOD) est élaboré et soumis aux commentaires externes, qui sont cette fois ouverts également aux représentants des gouvernements ; des éditeurs-réviseurs aident l'équipe des auteurs à traiter les commentaires. Enfin, le brouillon final (final government distribution) est établi par les auteurs et distribué aux gouvernements,,.
En parallèle de la rédaction du deuxième jet du rapport complet, une partie des auteurs est chargée d'établir un résumé à l'intention des décideurs, qui est lui-même sujet à deux phases de relecture par les gouvernements et les experts extérieurs au GIEC, puis par les gouvernements seuls. Il est enfin soumis à l'approbation des États membres du GIEC en séance plénière (cf. ci-dessous),,.

#### Approbation des résumés à l'intention des décideurs
Le résumé à l'intention des décideurs est approuvé en séance plénière du GIEC, à l'unanimité de l'avis des États membres, dont une partie dépêche sur place une délégation. Les délégations demandent des ajouts, des modifications et des suppressions du texte, mais la décision est prise en dernier ressort par les auteurs du rapport complet, qui doivent veiller à ce que le résumé à l'intention des décideurs soit fidèle au contenu du rapport complet. Ils peuvent décider de supprimer une phrase, un paragraphe ou une figure lorsqu'aucun consensus ne peut être trouvé,,.

### Rapports d'évaluation
Les six rapports,, sont souvent désignés sous les acronymes suivants :
1. FAR (First Assessment Report) pour le premier rapport (1990) ;
2. SAR (Second Assessment Report) pour le deuxième rapport (1995) ;
3. TAR (Third Assessment Report) pour le troisième rapport (2001) ;
4. AR4 (4th Assessment Report) pour le quatrième rapport (2007) ;
5. AR5 (5th Assessment Report) pour le cinquième rapport (2014) ;
6. AR6 (6th Assessment Report) pour le sixième rapport (2023).

#### Premier rapport d'évaluation (1990)
Dans ce premier rapport de 1990, le GIEC observe que les émissions dues aux activités humaines accroissent sensiblement la concentration dans l'atmosphère des gaz à effet de serre (dioxyde de carbone, méthane, chlorofluorocarbones, oxyde nitreux) et renforcent l'effet de serre naturel. Le GIEC établit quatre scénarios d'émissions futures, le scénario A n'envisageant aucune mesure, les scénarios B, C et D correspondant à des degrés de réglementation croissants. Il prévoit un doublement des concentrations équivalentes de dioxyde de carbone par rapport aux niveaux pré-industriels entre 2025 et 2050 pour les scénarios A à C, et 2100 pour le scénario D.
Dans le cas du scénario A, le GIEC prédit une augmentation de température d'environ +3 °C d'ici 2100, ainsi qu'une augmentation du niveau des mers de 65 cm. Dans le cas du scénario D, l'augmentation de température sur un siècle ne serait que de +1 °C.
Le GIEC souligne les incertitudes relatives à ces scénarios, dues à une méconnaissance des sources et des puits de gaz à effet de serre, et aux réactions des nuages, des océans et des calottes polaires face à un changement du forçage radiatif provoqué par l'augmentation des gaz à effets de serre. En particulier, les phénomènes de rétroaction sont mal connus.
Le GIEC observe que, depuis 1900, la température a augmenté d'environ +0,5 °C et que le niveau de la mer a monté d'environ 15 cm. Ces variations sont du même ordre de grandeur que les variations naturelles du climat, mais il est possible également que ces variations naturelles aient contribué à réduire le réchauffement dû à un effet de serre anthropique. Le GIEC se donne 10 ans pour pouvoir confirmer le renforcement de l'effet de serre.
Le rapport essaie également d'évaluer quels impacts aurait un tel réchauffement sur l'agriculture, les écosystèmes, les ressources en eau, la santé publique. Il examine quels moyens pourraient être mis en œuvre pour réduire les émissions de gaz à effet de serre.
Ce rapport a incité l'ONU à établir une « Convention-cadre sur les changements climatiques » adoptée en 1992 et entrée en vigueur en mars 1994.
En 1992, le GIEC a produit un rapport supplémentaire destiné aux négociateurs de cette convention-cadre au Sommet de la Terre de Rio de Janeiro, la même année.

#### Deuxième rapport d’évaluation: «Changements climatiques 1995»
Entre les années 1990 et 1995, des études ont été menées afin de parvenir à distinguer les influences naturelles qui s'exercent sur le climat et celles qui relèvent d'une activité anthropique. Le rapport de 1995 estime que l'évolution du climat depuis un siècle s'explique mieux en tenant compte d'une influence anthropique, et que cette évolution n'est vraisemblablement pas d'origine naturelle. Il reprend les scénarios du précédent rapport, tout en rappelant les incertitudes portant sur ces scénarios.
Ce rapport a fourni les bases de négociation du protocole de Kyoto.

#### Troisième rapport d’évaluation: «Bilan 2001 des changements climatiques»
Il comprend les trois rapports des groupes de travail et un rapport de synthèse sur les questions scientifiques directement liées avec les politiques à suivre.
Selon ce rapport, les années 1990 auront été la décennie la plus chaude sur la période 1860-2000. Les changements concernant le niveau de la mer, la couverture neigeuse, la superficie des glaces et les précipitations sont révélateurs d'un réchauffement du climat. Une responsabilité humaine à ce réchauffement est davantage soulignée que dans les précédents rapports. Le rapport prévoit une augmentation de température entre +1,4 °C et +5,8 °C entre 1990 et 2100 et estime que le rythme du réchauffement est sans précédent depuis les dix derniers millénaires.
Alors que les précédents rapports étaient passés relativement inaperçus au sein du grand public, c'est essentiellement à la suite de ce rapport et entre 2000 et 2005 que la question de l'existence d'un réchauffement climatique et d'une éventuelle responsabilité humaine sont massivement traitées dans les médias. C'est également à partir de 2000 que se développe une vive opposition aux conclusions et prévisions alarmantes du GIEC. C'est également vers cette époque que la question climatique entre dans les débats politiques.

#### Quatrième rapport d’évaluation: «Changements climatiques 2007»
Le quatrième rapport d'évaluation (AR4) a été publié le 16 novembre 2007. Il compile les travaux de chacun des groupes de travail présentés lors de trois sessions échelonnées au cours de l'année :
- le « rapport du groupe de travail I », sur les bases scientifiques physiques des changements climatiques présenté à Paris, le 1er février 2007[58],[59] ;
- le « rapport du groupe de travail II », sur les conséquences, l’adaptation et la vulnérabilité aux changements climatiques présenté à Bruxelles, le 5 avril 2007[60],[61] ;
- le « rapport du groupe de travail III », sur l’atténuation des changements climatiques présenté à Bangkok, le 3 mai 2007[62],[63] ;
- le « rapport de synthèse » (RSY) qui fait la synthèse des précédents. Il est rédigé sous la direction de Rajendra K. Pachauri, président du GIEC, et publié avec la version finale de l'AR4[64].

#### Cinquième rapport d'évaluation: «Changements climatiques 2014»
Le cinquième rapport d’évaluation se décompose en trois parties : « éléments scientifiques », « conséquences, adaptation et vulnérabilité » et « atténuation du changement climatique ».
La responsabilité de ce rapport repose sur trois groupes de travail, ainsi qu’un rapport de synthèse. Il consiste en une synthèse de 9 200 études,.
La contribution du groupe de travail I a été acceptée et approuvée en septembre 2013. La contribution du groupe de travail II a été adoptée en mars et celle du groupe III, en avril 2014. Le rapport de synthèse définitivement approuvé a été publié le 1er novembre 2014 (texte intégral et résumé pour décideurs).
Un document avait été diffusé en avance dès décembre 2012 par un des réviseurs, sans l'accord du GIEC. En réaction, le GIEC a publié un « démenti » en forme de mise au point, à la suite de quoi, les projets des différents chapitres du groupe de travail II ont été publiés à leur tour.
- Le premier volet concerne les bases scientifiques[71], illustré par les scénarios RCP. Le groupe de travail I l'a présenté à Stockholm (Suède) le 27 septembre 2013.
- Le deuxième volet recense les impacts du réchauffement climatique, ainsi que les possibilités d'adaptations et les vulnérabilités. Ce texte, qui résulte, d'après le GIEC, d'un immense travail de lecture et de compilation de douze mille publications scientifiques, a été publié le lundi 31 mars 2014[72]. La version finale de ce rapport a été mise en ligne en octobre 2014[73].
- Une synthèse du troisième volet est présentée le 13 avril 2014 à Berlin (Allemagne)[74]. Celle-ci est un « résumé pour décideurs » destiné à aider les chefs de gouvernement dans leurs décisions. Le ministère français de l'Écologie, du Développement durable et de l'Énergie français en a publié une traduction[75] (non validée par le GIEC).

Chacune de ces trois parties est accompagnée d'un « Résumé à l’intention des décideurs » (summary for policy-makers, SPM) qui récapitule dans un format condensé les conclusions du groupe de travail pour des non-experts, et en particulier les décideurs politiques. L'AR4 sert ainsi de base aux négociations de la Conférence de Copenhague de 2009 sur les changements climatiques.
Les conclusions principales de ce rapport sont :
- il est encore possible de limiter l'élévation de température à +2 °C en moyenne planétaire de plus qu’avant la révolution industrielle si les émissions mondiales de gaz à effet de serre sont « réduites de 40 à 70 % entre 2010 et 2050 » ;
- le dioxyde de carbone (CO2) issu des combustibles fossiles joue le rôle majeur parmi les émissions de gaz à effet de serre ;
- si les réserves de combustibles fossiles disponibles sont entièrement utilisées, des réchauffements de l'ordre de +4 à +5 °C seraient atteints en 2100, ce qui entraînerait une poursuite de ce réchauffement au siècle suivant jusqu'à +7 ou +8 °C ; un des résultats du rapport est de montrer que l'augmentation importante des réserves de combustibles fossiles avec les pétroles et gaz non conventionnels annihile l'idée qu'un épuisement rapide des fossiles pourrait éviter le problème climatique ;
- « la décarbonation (i.e. la réduction de l’intensité en carbone) de la production d’électricité est un composant essentiel des stratégies d’atténuation rentables pour atteindre des niveaux de concentrations bas. Dans la majorité des scénarios à stabilisation basse, la part de la production d’électricité bas-carbone (y compris énergie renouvelable (EnR), nucléaire et capture et stockage du carbone - CSC) augmente à partir de la part actuelle d’environ 30 % à plus de 80 % en 2050, et la génération d’énergie à partir de combustible fossile sans CSC est supprimée quasi complètement d’ici 2100 ».

#### Sixième rapport d'évaluation: «Changement climatique 2023»
Lors de sa 43e session, en avril 2016, le GIEC est convenu que le rapport de synthèse afférent au sixième rapport d'évaluation serait achevé en 2022 ; il sera lié au premier bilan mondial prévu au titre de la convention-cadre des Nations unies sur les changements climatiques établi en 2012 pour une période de dix ans. Ainsi, ses apports seront pris en compte lors du bilan mondial de l'accord de Paris sur le climat en 2023, ainsi que lors de l'évaluation des 17 objectifs de développement durable fixés par l'ONU.
Le but de ce rapport est de permettre aux pays membres d'évaluer les progrès accomplis en vue de réaliser leur objectif de contenir le réchauffement mondial en deçà de +2 °C, en poursuivant l'action menée pour limiter la hausse des températures à +1,5 °C. Les contributions des trois groupes de travail étaient alors envisagées pour l'année 2021. Selon ce rapport, en raison des températures mondiales qui deviennent de plus en plus élevées, les phénomènes « de l’acidification et de la désoxygénation des océans, de la fonte des glaciers de montagne, du Groenland et peut-être de l’Antarctique » vont continuer,.
La première partie du sixième rapport d'évaluation, à savoir la contribution du groupe de travail 1 dédié aux bases physiques du climat a été approuvé vendredi 6 août 2021 après une session d’approbation des différents membres du 26 juillet au 6 août et a été rendue publique le 9 août 2021,. La deuxième partie du rapport, dédiée aux impacts du changement climatique sur les sociétés et la biodiversité, a été diffusée le 28 février 2022, et la troisième, consacrée aux solutions envisageables pour diminuer l'impact sur le climat, le 4 avril 2022.

### Rapports méthodologiques

Les observations des satellites de la NASA montrent que la banquise arctique diminue de 11,5 % par décennie, dans les années 2010, par rapport à la moyenne de 1979 à 2000.

- Lignes directrices 2006 du GIEC pour les inventaires nationaux de gaz à effet de serre[86].
- Recommandations en matière de bonnes pratiques pour le secteur de l'utilisation des terres, changement d'affectation des terres et foresterie (UTCATF) (2003).
- Recommandations du GIEC en matière de bonnes pratiques et de gestion des incertitudes pour les inventaires nationaux (2000).
- Lignes directrices du GIEC pour les inventaires nationaux de gaz à effet de serre – version révisée 1996 (Manuel simplifié, volume 2[87]).
- Logiciel d’utilisation du Manuel de référence pour les inventaires de gaz à effet de serre.

### Rapports spéciaux
Les rapports spéciaux du GIEC portent sur l'évaluation d'une thématique particulière ou visent à répondre à une question précise.
| Date  | Titre (court) du rapport spécial                                                                               | Titre (court) du rapport spécial          | Titre (court) du rapport spécial | Article sur Wikipédia | Traduction officielle en français |
| Date  | Titre original anglais Special Report on…                                                                      | Titre original anglais Special Report on… | Titre en français Rapport spécial sur… | Article sur Wikipédia | Traduction officielle en français |
| ----- | --- | ----------------------------------------- | --- | --------------------- | --------------------------------- |
| 1994  | IPCC Technical Guidelines for Assessing Climate Change Impacts and Adaptations                                 |                                           | |                       |                                   |
| 1994  | Climate Change 1994: Radiative Forcing of Climate Change and An Evaluation of the IPCC IS92 Emission Scenarios |                                           | |                       |                                   |
| 1997  | The Regional Impacts of Climate Change: An Assessment of Vulnerability                                         |                                           | Incidences de l'évolution du climat dans les régions : Évaluation de la vulnérabilité                                                               |                       |                                   |
| 1999  | Aviation and the Global Atmosphere                                                                             |                                           | L'aviation et l'atmosphère planétaire |                       |                                   |
| 2000  | Emissions Scenarios                                                                                            | (SRES)                                    | Les scénarios d'émissions | lien                  |                                   |
| 2000  | Methodological and Technological Issues in Technology Transfer                                                 |                                           | Questions méthodologiques et technologiques dans le transfert de technologie                                                                        |                       |                                   |
| 2000  | Land Use, Land-Use Change, and Forestry                                                                        |                                           | L’utilisation des terres, le changement d’affectation des terres et la foresterie                                                                   |                       |                                   |
| 2005  | Carbon dioxide capture and storage                                                                             |                                           | Piégeage et stockage du dioxyde de carbone |                       |                                   |
| 2005  | Safeguarding the ozone layer and the global climate system                                                     |                                           | Préservation de la couche d’ozone et du système climatique planétaire : Questions relatives aux hydrofluorocarbures et aux hydrocarbures perfluorés |                       |                                   |
| 2011  | Renewable energy sources and climate change mitigation                                                         | (SRREN)                                   | Sources d’énergie renouvelable et atténuation du changement climatique                                                                              |                       |                                   |
| 2012  | Managing the risks of extreme events and disasters to advance climate change adaptation                        | (SREX)                                    | Gestion des risques de catastrophes et de phénomènes extrêmes pour les besoins de l’adaptation au changement climatique                             |                       |                                   |
| 2018  | Global Warming of 1,5 °C                                                                                       | (SR15)                                    | Réchauffement planétaire de 1,5 °C | lien                  | Résumé                            |
| 2019, | Climate Change and Land                                                                                        | (SRCCL)                                   | Changement climatique et terres émergées | lien                  |                                   |
| 2019  | The Ocean and Cryosphere in a Changing Climate                                                                 | (SROCC)                                   | Les océans et la cryosphère dans un monde dont le climat change                                                                                     | lien                  |                                   |

## Crédibilité

### Organisation des publications
Les publications officielles du GIEC ont pour objet de proposer une synthèse des connaissances scientifiques. Ces synthèses comprennent les publications qui font l'unanimité et celles qui sont contestées par des scientifiques. Ces rapports sont le fruit d'un long débat qui aboutit à un consensus : l'approbation de la version finale du rapport par tous les scientifiques et tous les gouvernements faisant partie du GIEC (la quasi-totalité des pays du monde sont représentés et ont signé l'approbation de la version finale, y compris les États-Unis),,,.

### Affaire du «Climategate»
L'affaire du « Climategate » (selon une dénomination journalistique qui l'a présenté comme un scandale scientifique, à l'instar du Watergate ou du Monicagate), dénommée plus prosaïquement « l'incident des courriels du Climatic Research Unit », est une affaire résultant de la divulgation, après un piratage en novembre 2009, d'un ensemble de courriels et de fichiers datés entre 1996 et le 12 novembre 2009 et attribués à des responsables du Climatic Research Unit (CRU) de l'Université d'East Anglia et à leurs correspondants,. Les accusations portaient sur la manipulation de données sur le réchauffement climatique. Ces recherches sur les changements climatiques naturels et anthropiques sont parmi les plus influentes et un certain nombre des correspondants concernés font partie de l'encadrement du GIEC, qui a dès lors été directement mêlé à l'affaire.
Le président du GIEC Rajendra Pachauri, aux moments des faits, a fait une déclaration annonçant que le « Climategate » ne pouvait rester ignoré et que le GIEC conduirait des investigations avant de prendre position. Plusieurs enquêtes ont été menées sur le sujet. En particulier, après six mois d'enquête, une commission indépendante, menée par le Pr Muir Russel, ancien doyen de l'université de Glasgow, a écarté les soupçons sur les scientifiques britanniques accusés,.
L'agence néerlandaise d'évaluation de l'environnement (PBL) a par ailleurs évalué en 2010 la qualité du dernier rapport du GIEC en date.

## Critiques factuelles

### Prévoir le climat à long terme au-delà de la météo
Un argument populaire concernant la prévision climatique, telle que peuvent l'effectuer les chercheurs du GIEC, est : « comment peut-on prévoir le climat à long terme et pas le temps qu'il va faire dans cinq jours ? ».
Dans un document publié par le GIEC, la réponse est présentée dans ce sens : « Si le temps et le climat sont étroitement liés, il s’agit en fait de réalités différentes. Défini comme l’état de l’atmosphère à un moment et en un lieu donné, le temps est susceptible de changer d’une heure à l’autre et d’un jour à l’autre. Le climat, pour sa part, se réfère généralement aux statistiques des conditions météorologiques sur une décennie ou plus ».
La prévision météorologique consiste donc à prévoir le temps qu’il fera sur une période précise (jour, semaine) et en un secteur donné (pays, région), tandis que l'étude du climat se propose de décrire et prévoir l'évolution à moyen et long terme de la distribution statistique des températures, des précipitations et des vents dans un secteur. Non seulement les valeurs moyennes, mais aussi les valeurs et phénomènes extrêmes (canicules, vagues de froid, sécheresses, pluies exceptionnelles, tornades, cyclones…) sont évaluées en fréquence et intensité. Les modèles climatiques élaborés par les chercheurs du GIEC sont fondés sur des programmes informatiques très complexes. Ceux-ci effectuent des simulations informatiques en tenant compte des interactions entre l’atmosphère, les surfaces maritimes, la surface des terres émergées, la neige et la glace et l’ensemble de l'écosystème mondial.
De plus, les travaux du GIEC reposent sur des « scénarios d'évolution », différents de « prévisions ».

### Utilisation du graphique en «crosse de hockey»

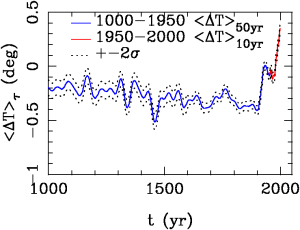
Courbe des températures dite en forme de « crosse de hockey ».

Le troisième rapport du GIEC, en 1998, présente la reconstitution climatique du climatologue et géophysicien américain Michael E. Mann dite « MBH98 » et connue sous le nom de graphique en « crosse de hockey ».
Ce graphique était la première reconstitution de la température nord-hémisphérique durant les 1 000 dernières années ; il différait d'un premier rapport schématique qui montrait des températures plus élevées durant la période médiévale qu'aujourd'hui. La présence de MBH98 dans le TAR a largement contribué à démontrer que la période de réchauffement actuelle est inhabituelle en comparaison aux températures de 1000 à 1900, jusqu'à ce que la méthodologie utilisée pour produire ce graphique soit la cible de critiques,.
Lors de l'AR4, ces différentes critiques émises à l'encontre de la reconstitution de Mann ont été évaluées par le Groupe de travail I. Cette réévaluation basée notamment sur l'ajout de nouvelles données paléoclimatiques rendues disponibles depuis le précédent rapport, aboutit à un graphique relativement similaire à celui de la crosse de hockey dans lequel il apparaît, selon le texte du rapport, qu'« il est très probable que les températures moyennes dans l’hémisphère Nord ont été plus élevées pendant la seconde moitié du XXe siècle que durant n’importe quelle autre période de cinquante ans au cours des cinq derniers siècles et il est probable qu’elles ont été les plus élevées depuis 1 300 ans au moins ».
Bien que cette conclusion soit répétée dans le rapport de synthèse de l'AR4, le nouveau graphique, lui, n'y est pas repris.

### Fonte des glaces en Himalaya
En 2007, dans le résumé technique de son quatrième rapport, le groupe II du GIEC estimait que les glaciers de l'Himalaya reculaient plus vite que les autres glaciers du monde et « pourraient disparaître d'ici 2035, voire avant ». Absente des travaux de synthèse du GIEC, cette affirmation est mise en avant de façon alarmiste à la fin de l'année 2009, avec la perspective de la Conférence de Copenhague sur le climat et la médiatisation du thème du réchauffement climatique. Dès lors, plusieurs enquêtes journalistiques, montrent que cette projection est erronée. Finalement, le 20 janvier 2010, le GIEC publie un communiqué de presse qui reconnaît une erreur concernant ce point précis mais qui maintient l'intégralité des conclusions présentées par ailleurs dans les rapports de synthèse (notamment sur la fonte des glaciers).

Décrochage de la barrière de glace Larsen B (barrière de Larsen) en février 2002.

Le communiqué souligne aussi que cette erreur ponctuelle est le résultat d'une mauvaise application des règles de validation scientifique. En effet, cette date inexacte provient d'un rapport du Fonds mondial pour la nature (WWF) qui l'attribue erronément à une étude de la Commission internationale de la Neige et de la Glace alors qu'en réalité elle est issue d'un article du New Scientist, une revue de vulgarisation scientifique britannique qui ne fait pas l'objet d'une évaluation par les pairs comme c'est le cas pour les revues proprement scientifiques. La date de 2035 serait une coquille sur un chiffre plus réaliste mais controversé : 2350, date à laquelle le géographe russe Vladimir Kotliakov a calculé que les glaciers extra-polaires pourraient avoir disparu à 80 % si le rythme du réchauffement se maintenait. Fred Pearce, l'auteur du New Scientist, a, de son côté, confirmé que ce chiffre lui avait été donné lors d'une interview par un scientifique indien, Syed Hasnain, qui rédigeait à l'époque une étude sur la question qui restera non-publiée. Après la finalisation du texte de 2007, mais avant sa publication officielle, cette erreur avait été signalée par Georg Kaser, glaciologue et auteur du groupe I du GIEC, mais trop tard, semble-t-il, pour être corrigée,.
Fin 2009, une étude du ministère indien de l'environnement et des forêts avait alimenté la controverse en critiquant la vitesse de fonte des glaciers himalayens suggérée par le rapport du GIEC et en niant la conclusion plus générale que ces glaciers fussent menacés par le réchauffement climatique. Le président du GIEC, Rajendra Pachauri y avait d'abord répondu sévèrement, en reprochant à cette étude de n'avoir pas de solides bases scientifiques pour nier le rôle du réchauffement dans la fonte glaciaire. Au mois de janvier suivant, un groupe de scientifiques, dont Georg Kaser, fera paraître une lettre pour rectifier le paragraphe incriminé du rapport du GIEC et expliquer l'origine de l'erreur concernant la date de 2035 tout en confirmant les conclusions générales. Ces auteurs accréditent l'hypothèse d'une erreur de transcription de l'étude de ICSI par le fait que le texte mentionne que la surface des glaciers concernés passerait de 500 000 à 100 000 km2, ce qui ne peut correspondre à l'Himalaya dont les glaciers couvrent 33 000 km2.

### «Pause» de dix-sept ans
Le 22 février 2013, le président du GIEC de l'époque, Rajendra Kumar Pachauri, a reconnu lors d’une interview publiée par le journal The Australian que « le réchauffement global avait enregistré une « pause » de 17 ans ».

De nombreux climato-sceptiques ont interprété cette déclaration comme étant une supposée reconnaissance officielle de leur contestation. Lors de l'interview, le président du groupe a pourtant insisté sur le fait qu'il s'agissait d'un arrêt temporaire de la phase de réchauffement en ajoutant ce commentaire : 

« Ce qui est tout à fait perceptible c’est que, au cours des cinquante dernières années, la tendance est à la hausse. Cela ne signifie pas qu’il n’y aura pas de haut et de bas – il y en aura –, mais ce dont il faut se soucier, c’est de la tendance, et elle est maintenant influencée dans une large mesure par l’activité humaine. »

En fait, selon l'organisation, les températures évoluent par paliers entraînant une certaine stabilité durant des périodes plus ou moins variables avant une nouvelle élévation brutale. Selon Rajendra Kumar Pachauri, ce palier de 17 années n'est pas suffisant dans sa durée pour remettre en question l’existence d’un réchauffement aux origines anthropiques.
En 2017, de nouvelles études ont montré qu'une amélioration du modèle de forçage, du stockage de chaleur dans les océans, des variations naturelles et de données manquantes expliquaient ce qui a été improprement qualifié de « hiatus » et renforçaient encore la confiance en une cause anthropogénique du réchauffement,. De plus, il existe une variabilité naturelle du climat sur de courtes périodes ; celle-ci s'inscrit toutefois dans une tendance au réchauffement climatique sur une période de temps plus longue. Par ailleurs, au fil des ans, les moyens de récolte de données scientifiques sur les milieux, par exemple sur la température et le degré de salinité des océans, ont fortement évolué.

### Place des femmes dans le GIEC
Chandni Singh, chercheuse sur les changements climatiques en Inde et auteure principale du groupe de travail No 2 du GIEC, annonce que si elle n'a jamais été personnellement victime de discrimination déclarée au sein du GIEC, elle sait que des femmes chercheuses en sont victimes et déclare, en outre : 

« J'ai régulièrement entendu des récits de collègues et de jeunes chercheuses qui ont du mal à gérer le fait de paraître déterminées et confiantes sans paraître trop autoritaires ou insistantes. [...] Plusieurs collègues féminines, en particulier des employées débutantes, ont déclaré que les tâches administratives, telles que la prise de notes, l'organisation de réunions et la gestion de la logistique, leur incombaient plutôt qu'à leurs homologues masculins. »

L’observation de Chandni Singh est confirmée par l’étude du PNAS (Proceedings of the National Academy of Sciences) selon laquelle « un tiers des personnes interrogées ont indiqué que la garde des enfants et les responsabilités familiales étaient des obstacles à leur pleine participation aux travaux du GIEC ».
En 2023, seuls un tiers des auteurs du rapport du GIEC étaient des femmes, et deux sur huit coprésidentes de chapitre. En effet, les sciences du climat sont un environnement très masculin.

## Critique épistémologique et conservatisme

### De la science à la politique
Certains commentateurs considèrent que le GIEC « dramatise […] la situation ».
D'autres critiques considèrent que le GIEC soutiendrait, en raison d'une interférence politique, une position de consensus a minima qui ne reflète que très partiellement l'état actuel de la recherche, et qu'il aurait tendance à sous-estimer les effets du réchauffement,.
Selon la chercheuse Kari De Pryck, qui analyse les fondements et « la question de la/des séparation(s) entre science et politique » du GIEC, « cette organisation a dû, à plusieurs reprises, adapter ses procédures sous la pression d’actions internes et externes » ; « malgré une institutionnalisation très politique de la question climatique, le GIEC doit sa crédibilité à l’éminence de ses personnalités scientifiques », bien que la création de cet organisme soit une action purement politique.
Le GIEC utilise des descriptions verbales de l'incertitude : 

« Les qualificatifs ci-après ont été utilisés pour indiquer la probabilité évaluée d’un résultat : quasiment certain (probabilité de 99 à 100 %), très probable (90 à 100 %), probable (66 à 100 %), à peu près aussi probable qu’improbable (33 à 66 %), improbable (0 à 33 %), très improbable (0 à 10 %), exceptionnellement improbable (0 à 1 %). La probabilité évaluée est indiquée en italique : par exemple très probable. (…) D’autres qualificatifs peuvent également être utilisés le cas échéant : extrêmement probable (95 à 100 %), plus probable qu’improbable (> 50 à 100 %), plus improbable que probable (0 à < 50 %) et extrêmement improbable (0 à 5 %). Enfin, ce Rapport utilise également les expressions « fourchette probable » et « fourchette très probable » qui signifient que la probabilité évaluée d’un résultat se situe dans la fourchette de 17 à 83 % ou de 5 à 95 %. »

L'interprétation de ces descriptions verbales dépend cependant grandement du point de vue et des croyances des individus. Une double échelle (verbale-numérique) serait supérieure au mode de communication actuel.
Conformément aux buts envisagés d'aide à la décision politique et malgré le caractère d'expertise non prescriptif des rapports du GIEC, nombre de décideurs en matière politique tiennent compte de ses apports.

#### Articles sur les conventions
- Conférence des Nations unies sur l'environnement et le développement
- Convention-cadre des Nations unies sur les changements climatiques
- Convention sur la diversité biologique
- Convention des Nations unies sur la lutte contre la désertification
- Convention internationale

#### Autres articles
- Adaptation au changement climatique
- Controverses sur le réchauffement climatique
- Effet de serre
- Enjeux du réchauffement climatique
- Incident des courriels du Climatic Research Unit
- Laboratoire des sciences du climat et de l'environnement (LSCE)
- Neutralité carbone
- ONU
- Consensus scientifique sur le réchauffement climatique
- Réchauffement climatique
- Risques d'effondrements environnementaux et sociétaux